# Собор Святого Фомы (Ченнаи)
Собор Святого Фомы — католическая церковь в Ченнаи (Мадрас), Индия. Является кафедральным собором архиепархии Мадраса и Мелапора.

## История
Согласно христианской традиции Святой Фома — один из двенадцати апостолов, ближайших учеников Иисуса Христа. Фома прибыл в Кералу из Израиля в 52 году и проповедовал до 72 года, когда принял мученическую смерть на горе, позже названной горой Святого Фомы.
Церковь была построена в начале XVI века португальскими путешественниками и перестроена британцами в 1893 году. Относится к неоготическому стилю, господствовавшему среди британских архитекторов конца XIX века.
В 1956 году Римский папа Пий XII наделил храм статусом малой базилики. 11 февраля 2006 года Конференция католических епископов Индии присвоила собору статус национального храма. Собор является центром паломничества христиан Индии. При соборе действует музей.

## Галерея

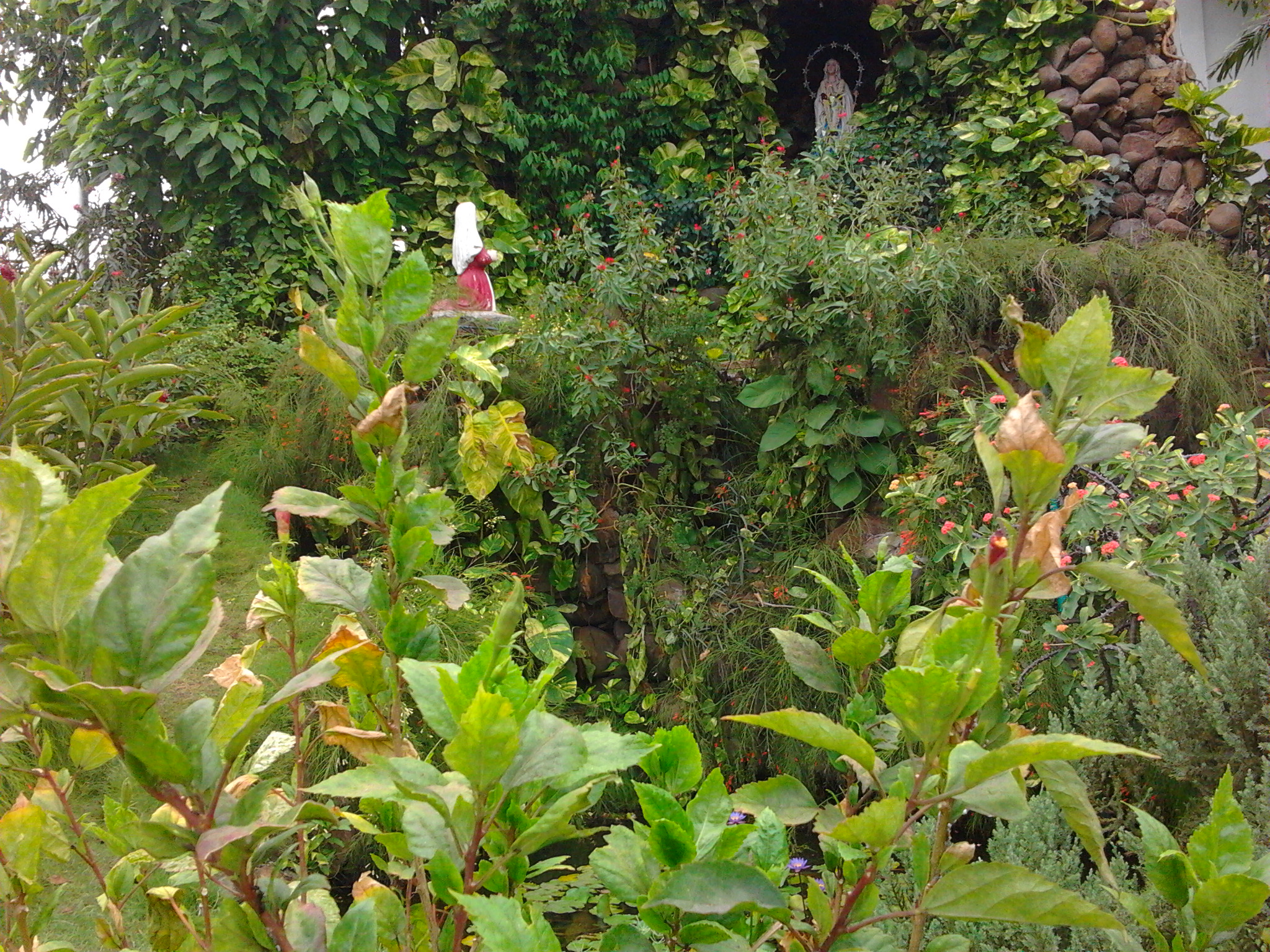
Грот Марии в саду Собора Св. Фомы
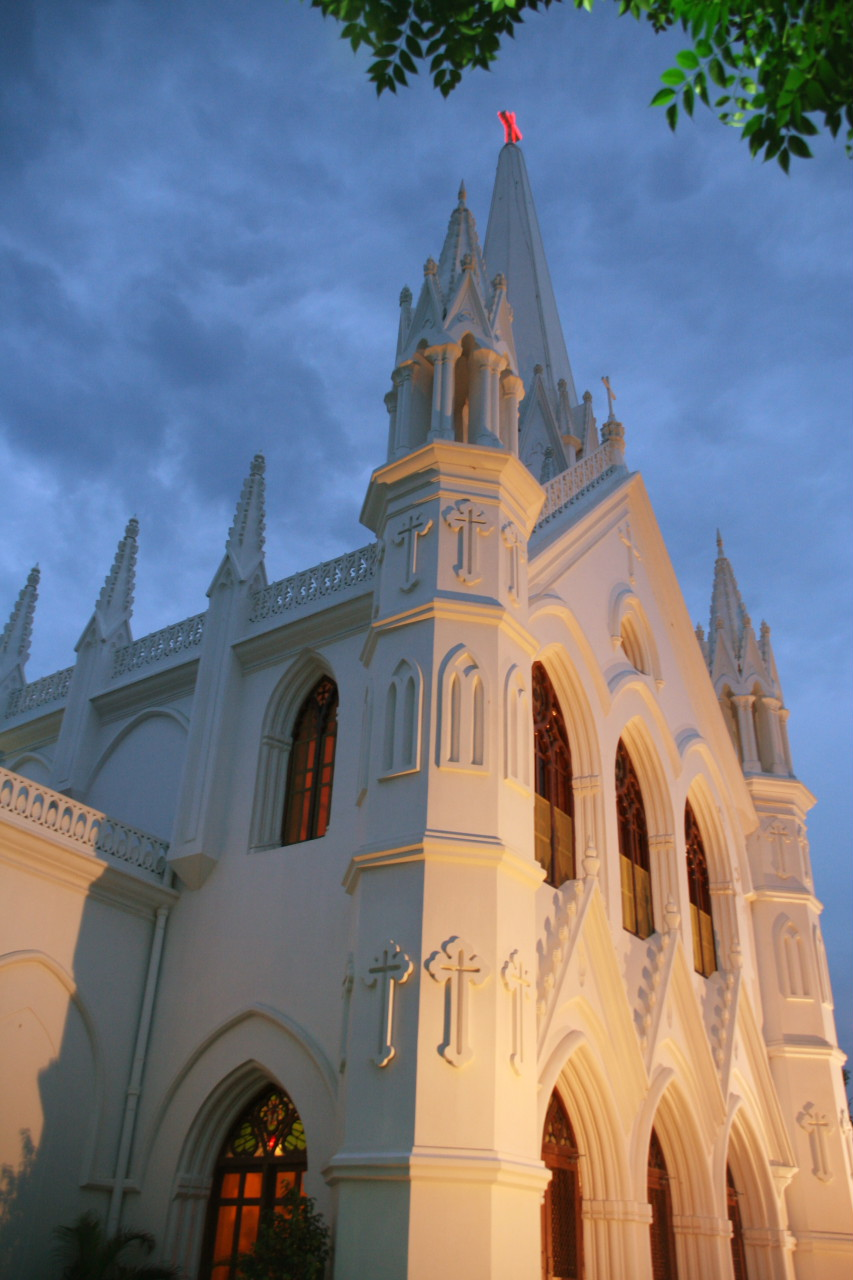
Собор Св. Фомы в сумерках
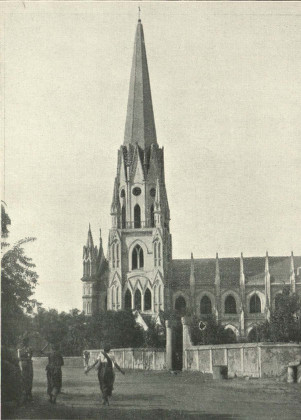
Собор Св. Фомы ок. 1905 года
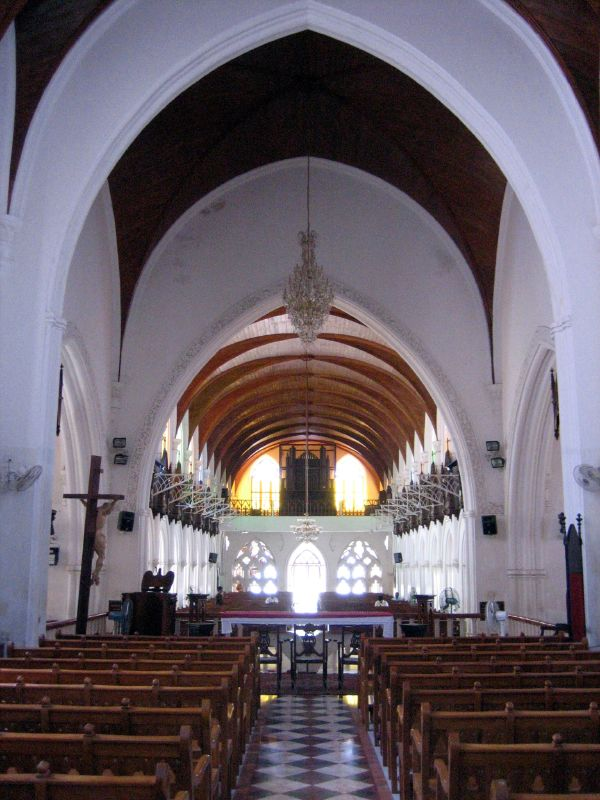
Внутреннее убранство собора до реконструкции
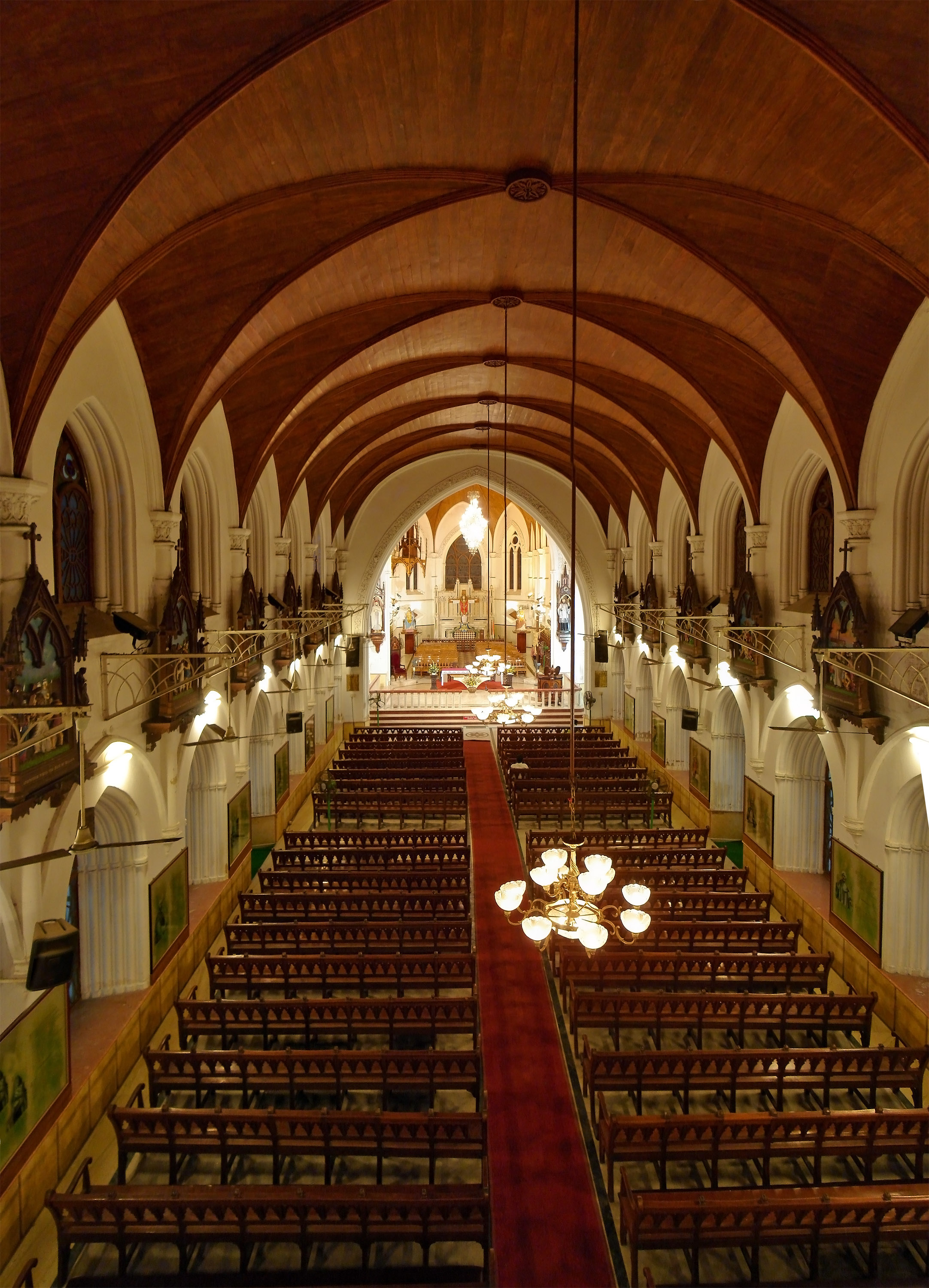
Главный неф собора
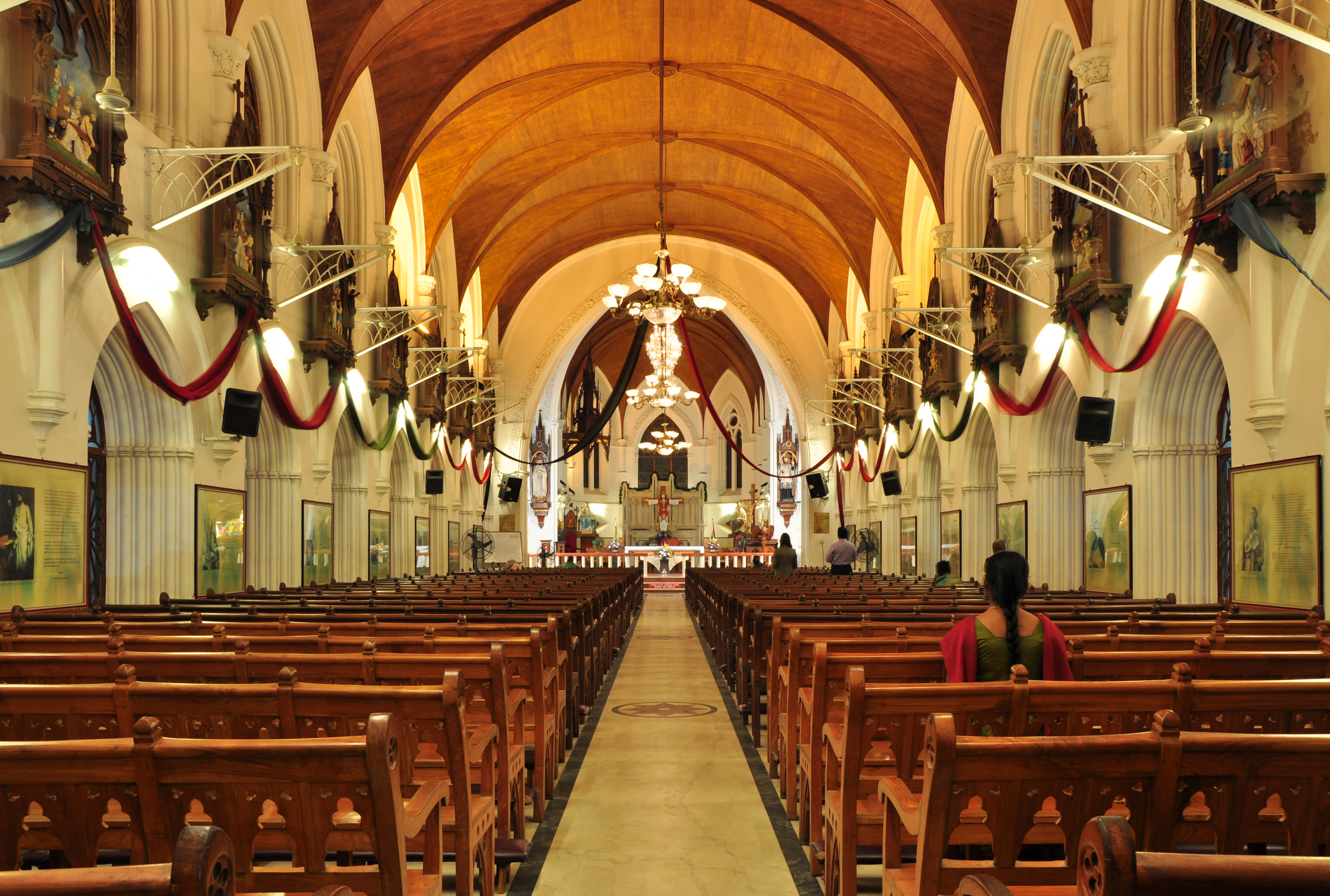
Внутренний вид собора от главного входа
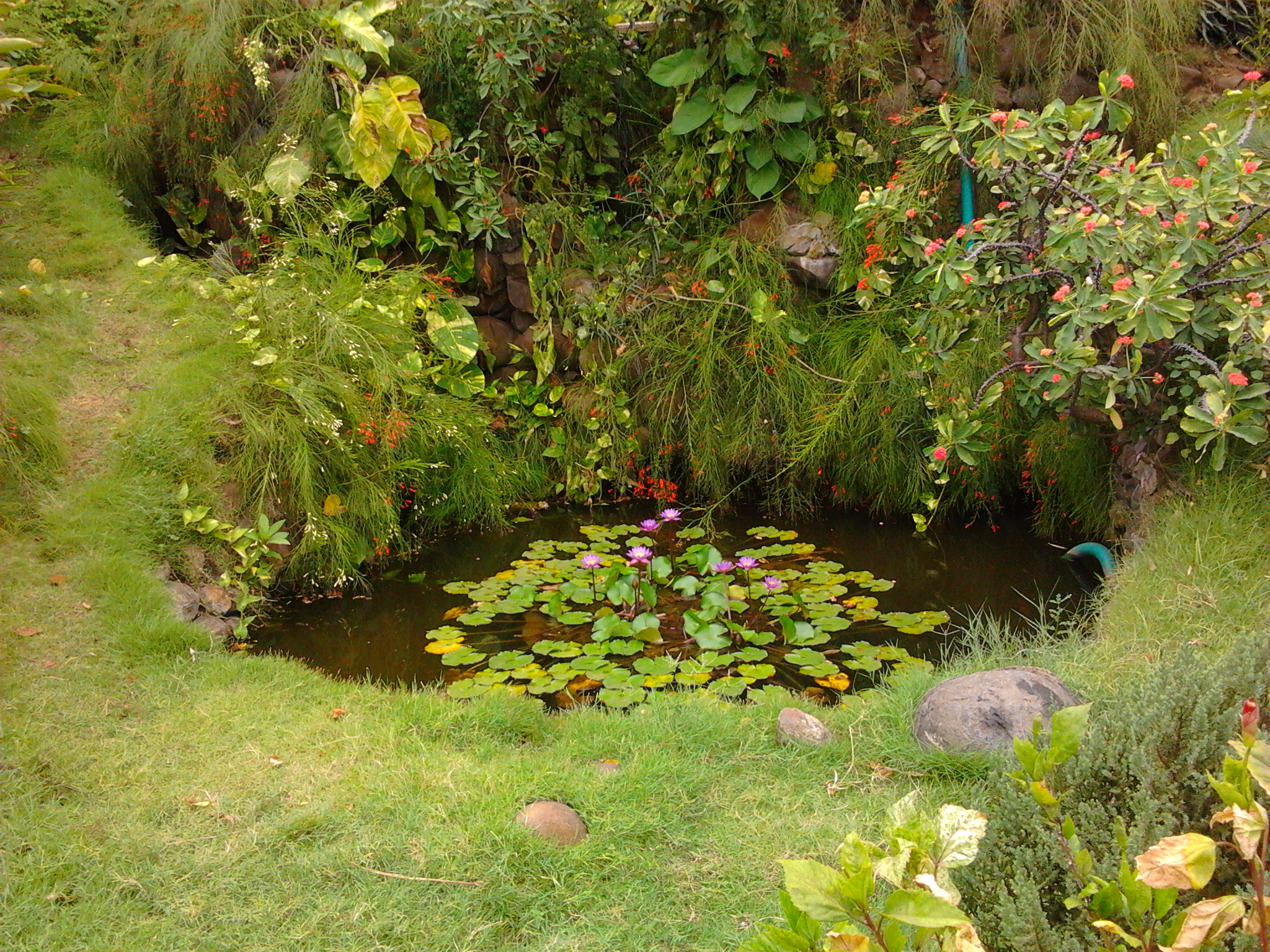
Пруд с лилиями в саду собора